# Honbasho
Un honbasho (Japonés: 本場所), o Gran Torneo de Sumo en español, es un torneo profesional oficial de sumo. Los resultados de los honbasho son los únicos que determinan la promoción o degradación de los rikishi (luchadores de sumo) en la clasificación del banzuke. La cantidad de honbasho realizados anualmente y su duración ha variado con el pasar de los años; desde 1958 existen seis torneos oficiales realizados durante quince días consecutivos en cuatro ubicaciones distintas anualmente. Desde 1926, los honbasho han sido organizados por la Asociación Japonesa de Sumo, esto tras la fusión de las asociaciones de sumo en Tokio y Osaka.

## Etimología
El término honbasho significa "torneo principal (o real)" y es utilizado para distinguir estos torneos de otros eventos de sumo no oficiales los cuales son realizados como parte de las giras regionales o internacionales, entre los seis grandes torneos. Estos torneos de demostración a nivel regional e internacional pueden tener algunos premios monetarios para los luchadores ganadores, sin embargo, el rendimiento de un luchador en estos eventos no tendrá ningún efecto en su clasificación dentro del banzuke. Este tipo de sumo es a menudo denominado hana-sumo (literalmente, sumo-flor), ya que este no es tomado en serio por los luchadores profesionales.

## Historia

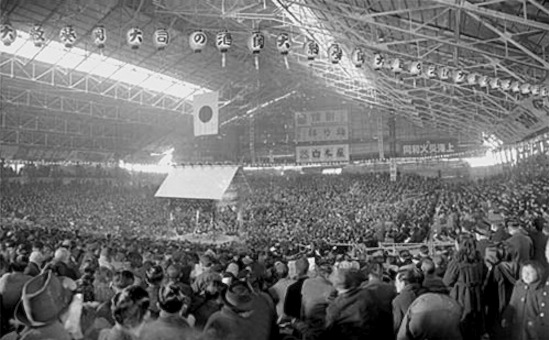
Interior del Kuramae Kokugikan durante el honbasho de enero de 1950

En el período Edo, las ubicaciones de los torneos de sumo y los rikishi (luchadores de sumo) que competían en ellos variaba constantemente. El sumo era particularmente popular en las ciudades de Edo, Kioto y Osaka; siendo Edo la que organizaba por lo menos dos anualmente, mientras que Kioto y Osaka organizaban solamente uno. Los torneos solían durar diez días cada uno.
En 1926, la recién fundada Asociación Japonesa de Sumo incrementó la cantidad de honbasho a realizar anualmente, pasando de dos torneos por año a un total de cuatro. En 1928, la institución introdujo algunas reglas como por ejemplo declarar algunos combates sin disputar como derrotas por defecto (fusenshō) para garantizar que todos los torneos concluyesen obligatoriamente con un ganador. Una estructura de eliminatoria fue implementada en 1947 para decidir a un campeón en el caso de un empate. En 1949, la duración de los torneos fue extendida de diez días a quince días. En 1958, la cantidad de honbasho fue incrementada nuevamente, esta vez de cuatro torneos por año a un total de seis.
Antes del siglo XIX, el registro de combates de un luchador en un torneo no tenía muchas consecuencias, principalmente porque en aquel momento las promociones en el banzuke dependían más de la popularidad que este tuviese. En 1884, el periódico Yomiuri Shimbun empezó a publicar algunos resúmenes rudimentarios de los resultados de los honbasho dentro de sus artículos. El periódico Jiji Shinpō empezó a ofrecer los primeros premios al mejor rendimiento en 1889, otorgados a aquellos luchadores que hayan finalizado un torneo con un registro invicto. Otros periódicos también siguieron esta tradición y empezaron a ofrecer sus propios premios. Sin embargo, estos premios a veces permanecían sin reclamar cuando los rikishi no lograban quedar invictos. Queriendo encontrar una manera para decidir a un ganador definitivo en cada torneo, para el año 1900, los periódicos diarios como el Mainichi Shimbun de Osaka, empezaron a otorgar premios a aquellos luchadores con los mejores registros en los honbasho. En algún momento, el término yūshō emergió para referirse a los luchadores que hubiesen obtenido un registro perfecto, y desde entonces ha quedado para denotar a los campeones de los torneos, sin importar su registro. Cada división tiene su premio de campeonato para el luchador que haya obtenido más victorias. El ganador en la división más alta del sumo, el makuuchi, recibe una plétora de trofeos y premios de parte de varias organizaciones, regiones y países, pero de todos ellos, el más notable es la Copa del Emperador, de 30 kilogramos elaborada de plata esterlina. Desde 1947, tres premios especiales, llamados sanshō, son otorgados aquellos luchadores del makuuchi que hayan tenido un rendimiento excepcional durante honbasho.

## Formato
Debido a que los honbasho duran quince días consecutivos, los luchadores de sumo en las dos divisiones más altas (jūryō y makuuchi) deben combatir diariamente, mientras que los de las divisiones más bajas solo llegan a combatir siete veces durante todo un torneo, aproximadamente una vez cada dos días. Los combates de las divisiones más bajas empiezan a las 8:30 AM. Dado que los resultados de los honbasho determinan la promoción o degradación dentro del banzuke, el principal objetivo de los luchadores es siempre obtener un kachi-koshi, o una racha de victorias, y por ende asegurar la promoción para el próximo torneo. Una eliminatoria se lleva a cabo el día final para decidir a un ganador en el caso de un empate.
A menos que una eliminatoria sea requerida, por lo general dos luchadores solo combatirán entre ellos no menos que una sola vez durante toda la duración de un torneo. La programación de los combates es elaborada por un comité de toshiyori con al menos uno o dos días de anticipación antes del primer día del torneo, para luego ser anunciado desde el dohyō por un gyōji de alto rango. A pesar de que no existe un método de emparejamiento establecido, durante la primera mitad de un torneo, en la división más alta (makuuchi), por lo general se emparejan a luchadores de alto rango (san'yaku) contra luchadores de bajo rango (maegashira), dejando combatir al resto de los maegashira contra luchadores igual de fuertes que ellos. La programación para la segunda mitad del torneo comúnmente contará con combates entre luchadores del mismo san'yaku, mientras que los demás emparejamientos dependerán de las victorias o derrotas que los luchadores de bajo rango hayan acumulado hasta ese punto. Una consideración importante es la de minimizar la necesidad de los combates de desempate, particularmente si un contendiente para el campeonato es un luchador de bajo rango y solo ha combatido contra otros luchadores de bajo rango. En el último día, los luchadores con un registro de 7-7 son programados para combatir entre ellos si es posible, esto con el objetivo de evitar cualquier posibilidad de un arreglo donde los luchadores le permitirán a otros luchadores al borde de tener un registro desfavorecedor, conseguir un kachi-koshi; los luchadores con los mejores resultados también se enfrentarán entre ellos para incrementar la posibilidad de un combate decisivo.
El emparejamiento en la segunda división más alta, el jūryō, funciona de manera muy similar a la del makuuchi, aunque allí no existe tal cosa como el san'yaku. En la tercera división más alta, el makushita, y las otras por debajo, los luchadores son emparejados contra aquellos que tengan el mismo registro de combates sin excepción alguna, manteniendo siempre los rangos lo más cerca posible. Fuera de los combates de eliminatoria, los luchadores de un mismo heya (establo) o aquellos que tengan un lazo sanguíneo, no son programados para combatir entre ellos en ninguna división.
Si un luchador se ha retirado debido a una lesión o no se presentó para un combate programado, su oponente es declarado ganador por defecto (fusenshō). Una derrota por defecto es denominado fusenpai. Cualquier otro combate al que un luchador no asista será considerado como una derrota a la hora de elaborar la clasificación del próximo torneo. Si un retiro resulta en un número impar de luchadores en una división, la programación es rellenada con el emparejamiento de un luchador de bajo rango contra un luchador de alto rango en la siguiente división más baja.

## Cronograma
| Honbasho   | Nombre/Apodo                                                       | Ciudad  | Arena                         | Día de apertura          |
| ---------- | ------------------------------------------------------------------ | ------- | ----------------------------- | ------------------------ |
| Enero      | Hatsu Basho (初場所, "Torneo de Apertura")                         | Tokio   | Ryōgoku Kokugikan             | Primer o segundo domingo |
| Marzo      | Haru Basho (春場所, "Torneo de Primavera"), Osaka Basho (大阪場所) | Osaka   | Gimnasio Prefectural de Osaka | Segundo domingo          |
| Mayo       | Natsu Basho (夏場所, "Torneo de Verano")                           | Tokio   | Ryōgoku Kokugikan             | Segundo domingo          |
| Julio      | Nagoya Basho (名古屋場所)                                          | Nagoya  | Arena Internacional de Aichi  | Primer o segundo domingo |
| Septiembre | Aki Basho (秋場所, "Torneo de Otoño")                              | Tokio   | Ryōgoku Kokugikan             | Segundo domingo          |
| Noviembre  | Kyūshū Basho (九州場所)                                            | Fukuoka | Centro Fukuoka Kokusai        | Segundo domingo          |

|                   |
| Ryōgoku Kokugikan |

|                                                   |
| Gimnasio Prefectural de Osaka (Arena EDION Osaka) |

|                                         |
| Arena Internacional de Aichi (IG Arena) |

|                        |
| Centro Fukuoka Kokusai |

El Ryōgoku Kokugikan es propiedad de la Asociación Japonesa de Sumo y por ende, es el único recinto deportivo equipado exclusivamente para los torneos de sumo durante todo el año. El acondicionamiento de los otros recintos para sus respectivos honbasho comienza con una semana de anticipación. Los torneos de julio y noviembre de 2020 y el torneo de marzo de 2021 fueron todos realizados en el Ryōgoku Kokugikan en Tokio para evitar el traslado innecesario durante la pandemia de COVID-19 en Japón.

### Antiguas arenas
El actual Ryōgoku Kokugikan fue abierto en 1985. Antes de eso, existió una arena con el mismo nombre el cual sirvió como recinto para los torneos en Tokio desde 1909 hasta 1946. Desde los años 50 hasta 1984, los torneos eran realizados en el Kuramae Kokugikan en Tokio.
Desde 1958 a 1964, el honbasho de Julio se llevaba a cabo en el Gimnasio de Kanayama. Debido a que este era un hangar de aviones reacondicionado para los torneos, el interior acumulaba mucho calor, por lo que era necesario colocar pilares de hielo en los pasillos. Este honbasho se ganó el apodo de el "Torneo Tropical" (熱帯場所). Al año siguiente, el torneo de Nagoya fue mudado al Gimnasio Prefectural de Aichi, en donde permaneció hasta el año 2024.

## Torneos cancelados
El torneo de marzo de 2011 fue cancelado debido a que la Asociación Japonesa de Sumo realizó algunas investigaciones con respecto a acusaciones de arreglos de combates los cuales involucraron a varios luchadores del sekitori. Esta fue la primera cancelación de un honbasho desde 1946, cuando el torneo de mayo de ese año no fue realizado debido a los trabajos de renovación del Ryōgoku Kokugikan tras los daños recibidos en la Segunda Guerra Mundial. El torneo de mayo de 2011 sí se llevó a cabo, pero fue catalogado por la asociación como un "Torneo de Examinación Técnica" en vez de un honbasho normal, con entradas gratuitas y sin otorgamiento de premios monetarios o trofeos.
El torneo de marzo de 2020 fue realizado sin espectadores debido a la reciente pandemia de COVID-19 en Japón y las áreas adyacentes. Fue la primera vez desde la Segunda Guerra Mundial que un basho se cerró al público en general. La medida fue luego seguida por una solicitud del gobierno japonés de cancelar, posponer o disminuir cualquier evento público para así controlar el diseminamiento del virus. La Asociación Japonesa de Sumo añadió que si cualquier luchador se encontraba infectado de COVID-19 durante el torneo, el resto del evento tendría que ser cancelado. El torneo de mayo de ese mismo año fue cancelado debido a que la pandemia continuó en Japón.